# Samuel Tourneux
Samuel Tourneux (* 6. Juli 1973) ist ein französischer Trickfilmregisseur und Animator.
1997 realisierte er mit Vache folle („Verrückte Kuh“) seinen Diplomfilm und gleichzeitig seinen ersten animierten Kurzfilm, mit dem er breitere Aufmerksamkeit erregte. Dieses Musikvideo zu einem Song der Band The Divine Comedy, das von einer Kuh erzählt, die dem Wahnsinn verfällt, gewann Auszeichnungen auf einigen kleineren Filmfestivals.
Nach einigen Werbespots brachte er 2007 den achtminütigen Trickfilm Même les pigeons vont au paradis („Sogar Tauben kommen in den Himmel“) heraus, in dem ein Pfarrer einem alten Mann eine Maschine andrehen will, die angeblich in den Himmel führen soll. Der Film gewann mehrere Preise, darunter den Prix junior du meilleur court métrage auf dem Festival d’Animation Annecy, und ist bei der Oscarverleihung 2008 als „bester animierter Kurzfilm“ nominiert.